# Carlton (Wisconsin)
Pour les articles homonymes, voir Carlton.
Carlton est une ville du Wisconsin aux États-Unis.
Sa population était de 1 014 habitants en 2010.
On y trouve à proximité la centrale nucléaire de Kewaunee.